# Suwa
Suwa (諏訪市, Suwa-shi?) è una città giapponese della prefettura di Nagano.
Ha dato i natali, tra gli altri, allo scrittore Seikichi Fujimori.